# Kim Nung-O
 (avril 2020).
Pour les articles homonymes, voir Kim.
Kim Nung-O (en coréen : 김능오), né à la fin des années 1960, est un homme politique nord-coréen. Il est président du Comité du Parti du travail de Corée de Pyongyang. Kim est aussi un membre du Comité central du Parti du travail de Corée et est aussi un membre du Politburo du Parti du Travail de Corée,.

## Biographie
Kim Nung-O est né vers la fin des années 1960. Il a reçu sont éducation à l’université Kim Il-sung, à Pyongyang.
Kim a travaillé dans plusieurs départements du Comité central du Parti du travail de Corée, et a notamment été le vice-président du département Finance et Comptabilité en 2013. Il a été mentionné pour la première fois par les médias nord-coréens le 1er novembre 2014 lorsqu'il a accompagné Kim Jong-un durant un tour de type « conseils sur place » à l’aéroport international de Pyongyang. Kim Nung-O est devenu le secrétaire en chef du Comité du Parti de la province du Pyongan du Nord en décembre 2015, remplaçant Ri Man-Gon. Il est par la suite président du même Comité du Parti. Il est maintenant[Quand ?] le président du Comité du Parti de la capitale, Pyongyang.
Kim devint un membre permanent du Comité central du Parti du travail de Corée et un membre alternatif du Politburo du Parti du travail de Corée au septième congrès du Parti du travail de Corée, en mai 2016.